# Xavier Gilles de Maupeou d’Ableiges

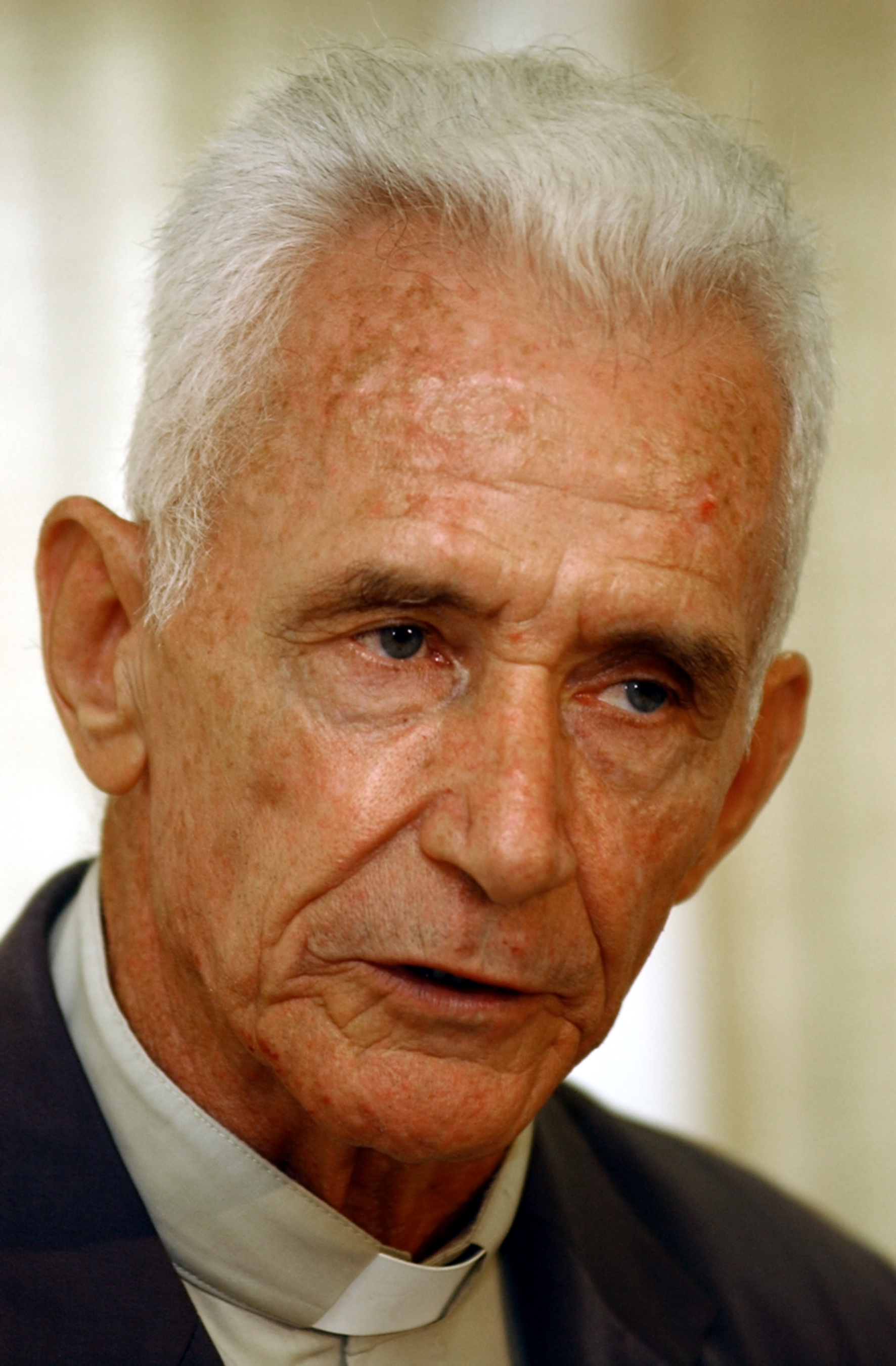
Xavier Gilles de Maupeou d’Ableiges

Xavier Gilles de Maupeou d’Ableiges (* 16. März 1935 in Saumur) ist Altbischof von Viana.

## Leben
Xavier Gilles de Maupeou d’Ableiges empfing am 30. Juni 1962 die Priesterweihe. Johannes Paul II. ernannte ihn am 2. August 1995 zum Weihbischof in São Luís do Maranhão und Titularbischof von Casae Medianae.
Der Apostolische Nuntius in Brasilien, Carlo Furno, spendete ihm am 3. September desselben Jahres die Bischofsweihe; Mitkonsekratoren waren Belchior Joaquim da Silva Neto CM, Bischof von Luz, und Fernando Antônio Figueiredo OFM, Bischof von Santo Amaro.
Am 18. Februar 1998 wurde er zum Bischof von Viana ernannt. Am 7. Juli 2010 nahm Papst Benedikt XVI. sein altersbedingtes Rücktrittsgesuch an.